# Allhallows (Cumbria)
Allhallows es una parroquia civil y un pueblo del distrito de Allerdale, en el condado de Cumbria (Inglaterra).

## Geografía
Según la Oficina Nacional de Estadística británica, Allhallows tiene una superficie de 6,86 km².

## Demografía
Según el censo de 2001, Allhallows tenía 548 habitantes (48,72% varones, 51,28% mujeres) y una densidad de población de 79,88 hab/km². El 17,88% eran menores de 16 años, el 75,18% tenían entre 16 y 74 y el 6,93% eran mayores de 74. La media de edad era de 40,63 años. Del total de habitantes con 16 o más años, el 22,44% estaban solteros, el 57,11% casados y el 20,44% divorciados o viudos.
El 98,18% de los habitantes eran originarios del Reino Unido. El resto de países europeos englobaban al 0,55% de la población, mientras que el 1,27% había nacido en cualquier otro lugar. Según su grupo étnico, todos los habitantes eran blancos. El cristianismo era profesado por el 85,09% y cualquier otra religión, salvo el budismo, el hinduismo, el judaísmo%, el islam y el sijismo, por el 0,55%. El 8,55% no eran religiosos y el 5,82% no marcaron ninguna opción en el censo.
279 habitantes eran económicamente activos, 264 de ellos (94,62%) empleados y 15 (5,38%) desempleados. Había 247 hogares con residentes, 11 vacíos y 4 eran alojamientos vacacionales o segundas residencias.